# شهرستان هویان
شهرستان هویان (به لاتین: Hui'an County) یک منطقهٔ مسکونی در چین است که در کوانژو واقع شده‌است.